# Rhopalochelifer lawrencei
Genre
Espèce
Rhopalochelifer lawrencei, unique représentant du genre Rhopalochelifer, est une espèce de pseudoscorpions de la famille des Cheliferidae.

## Distribution
Cette espèce est endémique d'Afrique du Sud. Elle se rencontre vers l'embouchure de la Storms River.

## Description
Rhopalochelifer lawrencei mesure de 2 à 2,2 mm.

## Étymologie
Cette espèce est nommée en l'honneur de Reginald Frederick Lawrence.

## Publication originale
- Beier, 1964 : Weiteres zur Kenntnis der Pseudoscorpioniden-Fauna des südlichen Afrika. Annals of the Natal Museum, vol. 16, p. 30-90.